# Râul Koulountou
Koulountou este un râu în Africa. Are obârșia pe teritoriul Guineei și se varsă în Gambia pe teritoriul Senegalului.